# Monochamus borossus
Monochamus borossus là một loài bọ cánh cứng trong họ Cerambycidae.